# Jiří Mařánek
Jiří Mařánek (12. ledna 1891 Milevsko – 4. května 1959 Praha) byl český spisovatel, autor poetických próz, historických románů a scenárista.

## Životopis
Jiří Mařánek se narodil v Milevsku jako čtvrté ze šesti dětí; jeho otec Antonín Mařánek byl v té době komisařem na okresním hejtmanství v Benešově. V devíti letech se s celou rodinou odstěhoval do Prahy.
V roce 1907 vstoupil do kapucínského řádu, který ale krátce před maturitou na gymnáziu v Roudnici nad Labem opustil  a vrátil se do Prahy. Maturoval v roce 1910. V Praze studoval krátce medicínu, poté byl pět semestrů na právnické fakultě a od roku 1914 studoval na Filozofické fakultě UK hudební vědu a estetiku. Žádná studia však nedokončil. V letech 1917–1941 byl úředníkem účtárny Zemského úřadu; pro onemocnění byl v roce 1941 penzionován.
Ve dvacátých letech žil ve Zlaté uličce na Pražském hradě; z této doby pochází přátelství s Vítězslavem Nezvalem, Jaroslavem Seifertem a dalšími literáty té doby. Stejně jako Vítězslav Nezval se stal členem KSČ a Devětsilu. V roce1919 byl hudebním recenzentem časopisu Kmen a v letech 1925–1926 byl spolu s Ctiborem Blattným, E. F. Burianem a přítelem Vítězslavem Nezvalem členem redakce hudebního časopisu TAM-TAM. V době insigniády (1934) se postavil na stranu spisovatelů, jež české nacionalistické studenty kritizovali.
Část svého života přebýval Jiří Mařánek v Českém Krumlově v domě na Parkánu č. p. 112. V roce 1949 se stal kulturním patronem Českého Krumlova, v té době bydlel v Praze, v Loretánské ulici č. 17. Zemřel v Praze ve věku 68 let. Je pochován na Vyšehradském hřbitově v Praze.

### Rodina
5. července 1933 se v Hradci Králové oženil se s Annou Novotnou. Sestra Jiřího Mařánka Julie (1892–1972) se provdala za hudebního skladatele Otakara Ostrčila.

### Komunista
V letech 1945–1948 byl zaměstnancem filmového odboru Ministerstva informací; od září 1945 vedl oddělení státní filmové dramaturgie tohoto ministerstva. Toto oddělení dohlíželo nad ideovým (ideologicky žádoucím) zaměřením filmů a provádělo konečné schvalování filmů. Poté přešel Jiří Mařánek do Československého filmu.
Stejně jako Vítězslav Nezval byl mezi prvními, kdo v roce 1946 podepsal prokomunistické „Májové poselství kulturních pracovníků českému lidu!“ publikované před květnovými volbami do Ústavodárného Národního shromáždění. Tento předvolební manifest komunistů podepsalo celkem 843 kulturních pracovníků a komunisté volby vyhráli. Rovněž jako Vítězslav Nezval podepsal i Mařánek v roce 1948 prokomunistickou výzvu Kupředu, zpátky ni krok!, jež byla vydána dne 25. února 1948 pro podporu komunistického převratu. Od února 1948 byli spolu s Nezvalem členy Ústředního akčního výboru NF za Syndikát českých spisovatelů, kam je nominovala KSČ. Spolu s Vítězslavem Nezvalem se v ústředním výboru podíleli na likvidaci nepohodlných spisovatelů – např. Ivana Herbena, Ferdinada Peroutky, Jaroslava Žáka a mnoha dalších.

## Dílo

### Knižní tvorba
Jiří Mařánek začal psát ve 20. letech groteskní, satirické prózy, ve stylu poetismu.  Sbíral a omezeně i publikoval pohádky a pověsti z jihočeské krajiny. Zajímal se zejména o písemné poklady, pátral po starých listinách z premonstrátského kláštera v Milevsku a pokladu, který v době husitských válek zdejší opat ukryl, dle pověsti, v podzemí. Od 30. let psal především historické romány z jihočeského kraje; napsal i práce pro mládež a knihy s motivy fantastiky.
- Utrpení pětihranného Boba (1926), fantastika
- Pohřeb Rogera mladšího (1930), fantastika, upraveno v roce 1947 i pro Čs.rozhlas
- Trilogie „pětilisté růže“: (tzv. Rožmberské trilogie)
  - Barbar Vok (1938), nejúspěšnější Mařánkova kniha, dočkala se 11 vydání a reedicí, byla přepracována jako divadelní hra a též přeložena do němčiny
  - Romance o Závišovi (1940)
  - Petr Kajícník (1942)
- Objev Diogena Franka (1942)
- Ohnivý déšť (1944)
- Živé návraty (1944), povídky
- Neviditelný rytíř (1947), fantasy pro mládež
- Píseň hrdinného života o Bedřichovi Smetanovi (1952)
- Zrádci neuniknou (1952)

### Filmografie
Jiří Mařánek byl autorem námětů filmů:
- Červená ještěrka (1948)
- Z mého života (1955)

Byl scenáristou filmů:
- Zvony z rákosu (1950)
- Z mého života (1955) dle své prózy Píseň hrdinného života z roku 1952
- Psohlavci (1955)

### Operní libreta
Jiří Mařánek napsal pro svého švagra Otakara Ostrčila (manžela sestry Julie) libreto k opeře Honzovo království, podle pohádky L. N. Tolstoje.
Napsal také libreto k opeře Otakara Jeremiáše Enšpígl a pro skladatele Jana Evangelistu Zelinku libreto ke scénickému melodramu Srdce na prázdninách.

### Novinářská práce
Už v mládí začal Jiří Mařánek přispívat do časopisů Lípa a Kmen. Jeho příspěvky, týkající se hudby a literatury, se dále objevovaly např. v Rozpravách Aventina, Lidových novinách nebo Národní politice.

## Ocenění
Šedesáté narozeniny Jiřího Mařánka v roce 1951 připomnělo mj. Rudé právo, které hodnotilo kladně zejména jeho historickou a libretistickou tvorbu.
Pětašedesáté narozeniny vzpomněly Literární noviny.
Město Milevsko pojmenovalo po svém rodákovi ulici (ulice J. Mařánka).

## Galerie

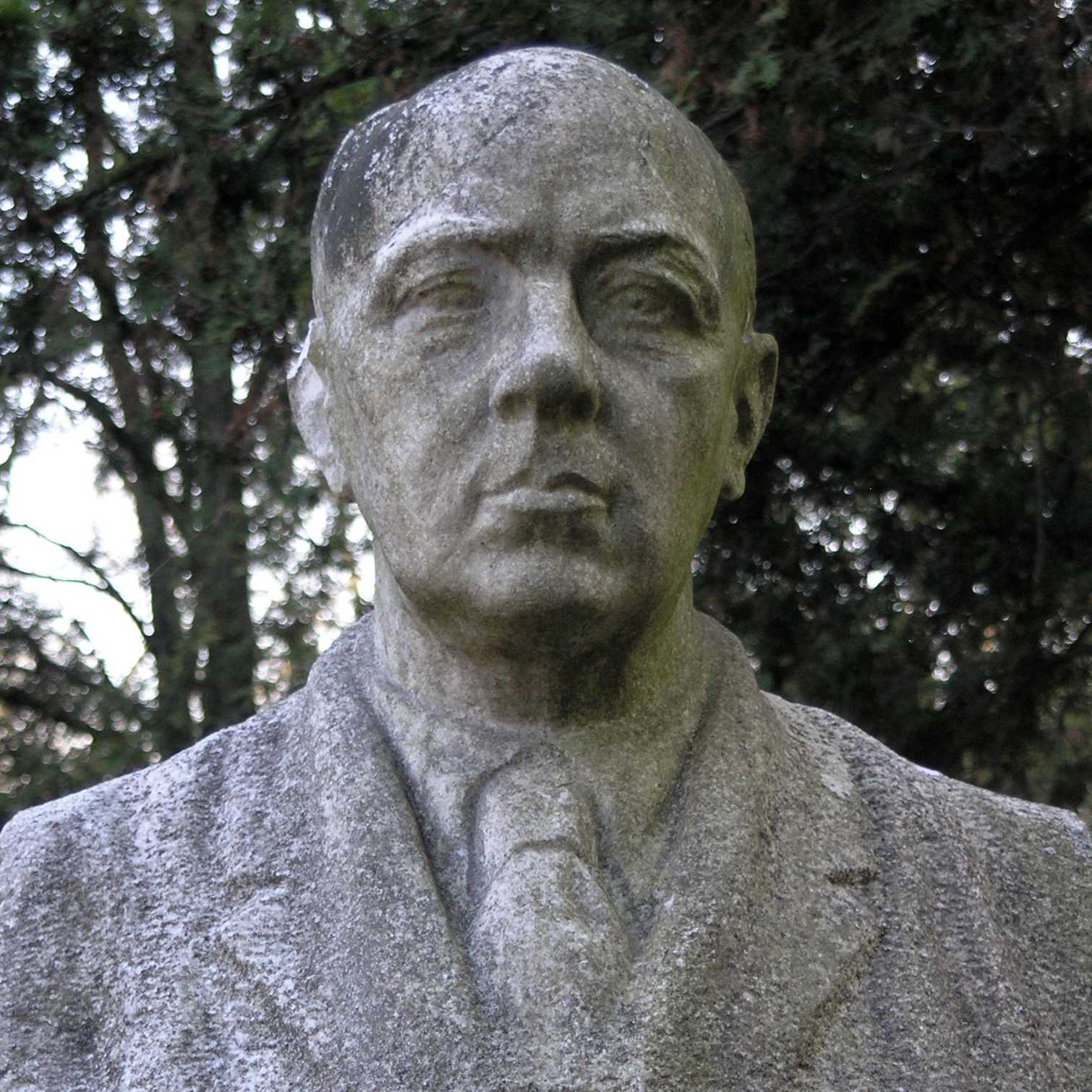
Jiří Mařánek – busta na Vyšehradském hřbitově